# 시오카제 공원 (도쿄도)

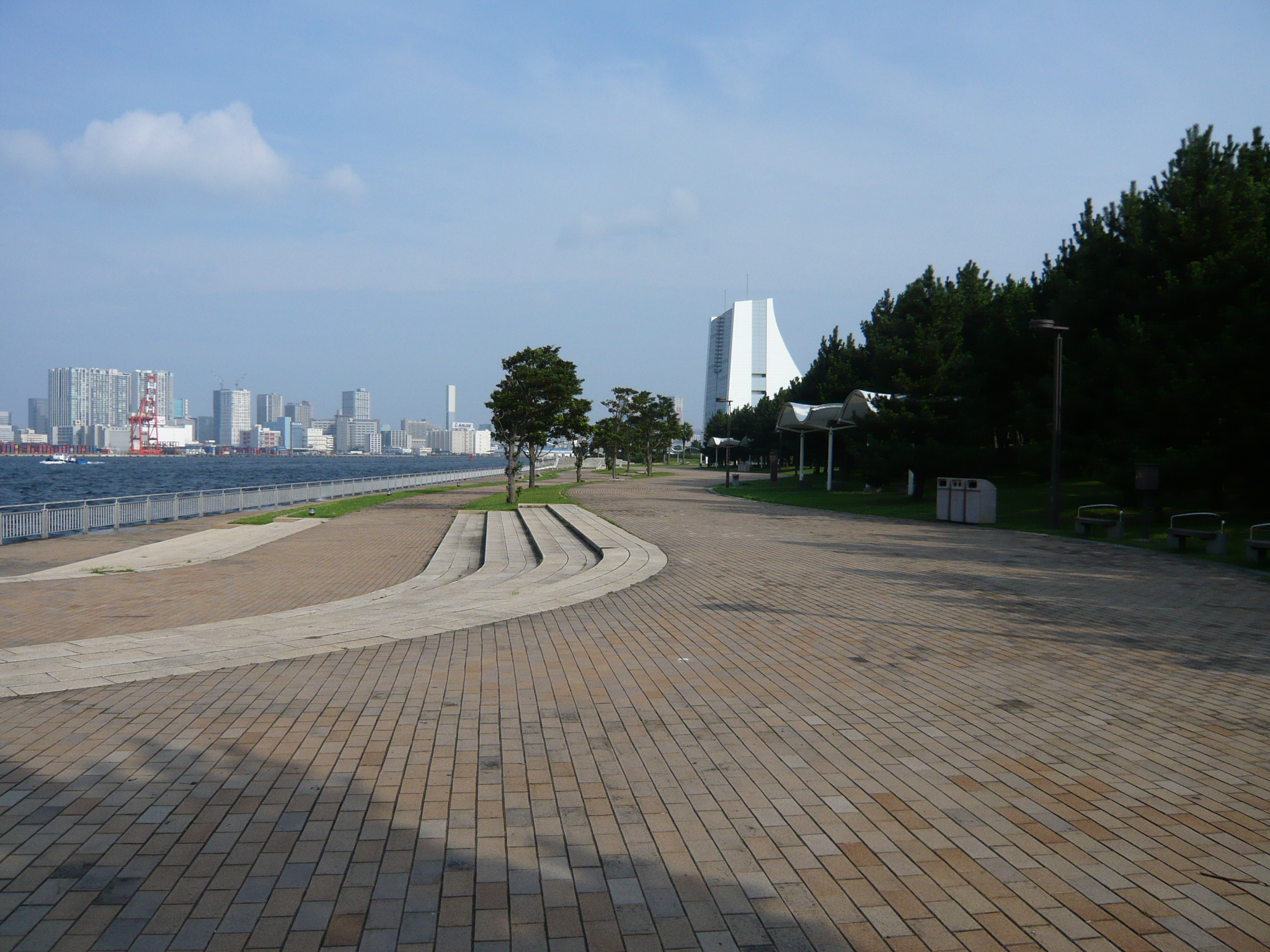
공원의 바다 쪽 산책로

시오카제 공원(潮風公園)은 일본 도쿄도 시나가와구 히가시야시오에 있는 도립 공원이다. 1974년 6월 1일 개원하였다.
2020년 하계 올림픽에서 비치발리볼 경기를 할 예정이기 때문에 공원 내 가설 경기장을 만들 예정이다.